# Mario Strikers Charged Football
Mario Strikers Charged Football, также известная под названием Mario Strikers Charged — спортивная компьютерная игра из серии Mario Strikers, разработанная в 2007 году канадской компанией Next Level Games для консоли Nintendo Wii. Игра является второй в линейке, после оригинального Mario Smash Football, выпущенного в 2005 году для консоли GameCube. Игра представляет собой симулятор экстремального футбола, в котором участвуют персонажи из серии игр про Марио.

## Игровой процесс
Игра разворачивается на нескольких футбольных полях, различающихся экстремальностью (от абсолютно спокойных площадок — до заливаемых лавой и бомбардируемых метеоритами). В команду входит пять участников: капитан, три игрока и вратарь. Цель — забить мяч в ворота любым возможным способом. Помимо обычных ударов по воротам существуют суперудары и ультраудары, способные единовременно положить в ворота сразу несколько мячей и доступные только капитанам. Во время игры можно переключаться между игроками, кроме вратаря. Вратарь ловит мячи автоматически и становится доступен лишь в момент отражения ультраударов.
В игре имеется несколько режимов: чемпионат, одиночные турниры, исторические турниры и сетевые соревнования. Выигрывая матчи, игрок получает призы, бонусы, поля и дополнительные персонажи.

## Правила
Правил нет. Творить можно всё что угодно. Сбивать вражеских игроков с ног, применять против них оружие, хватать мяч руками и не брезговать суперспособностями. Помимо обычных ударов и подсечек, можно воспользоваться уникальными приёмами персонажей и дополнительным оружием, которое появляется у команды. В результате, игра превращается в миниатюрное побоище, где зачастую непонятно, кому принадлежит инициатива.

## Персонажи
Каждый персонаж в игре имеет свои характеристики, которые влияют на исход матча. Например тяжеловесы, вроде Боузера или Донки Конга, непробиваемы и прекрасно вооружены, но медлительны и неуклюжи, в то время как лёгкие персонажи, вроде Пич или Дейзи, отличаются очень высокой скоростью и проворством, но пасуют при первом же физическом столкновении с более крупными противниками.

### Капитаны команд
ОсновныеМарио, Луиджи, Пич, Дейзи, Варио, Валуиджи, Боузер, Донки Конг и Йоши.
СкрытыеБоузер-младший, Дидди Конг и Пиранья Пети.

## Особенности
Игру отличает повышенная сложность. Даже на самых низких уровнях мастерства с компьютерными соперниками справиться довольно непросто. Игра требует от игрока повышенной реакции, молниеносной координации действий и совершенного владения системой управления.
Управление в игре осуществляется Remote-контроллером Wii и нунчаком. Использовать один remote нельзя, поэтому для несетевого мультиплеера необходимо приобрести дополнительные нунчаки.
В игре отсутствует полноценный повтор — просмотреть запись только что сыгранного матча невозможно.
Отсутствие управляемой камеры не позволяет увидеть игроков с близкого расстояния. Несмотря на то, что модели игроков детально проработаны и хорошо анимированы, наблюдать за ними приходится с высоты птичьего полёта. Динамичная съёмка с близкого расстояния представлена лишь в игровой заставке.

## Отзывы
| Сводный рейтинг | Сводный рейтинг |
| Агрегатор       | Оценка          |
| --------------- | --------------- |
| GameRankings    | 79,43 %         |